# گرگ‌های کیسه‌دار
گرگ‌های کیسه‌دار (Thylacinus) سرده‌ای از جانوران کیسه‌دار گوشتخوار منقرض شده از خانواده کیسه‌گرگان در راسته ستبردم‌سانان است. تنها عضو از این جنس که تا دوران اخیر هنوز زنده بود گرگ تاسمانی یا ببر تاسمانی نام داشت.
باور بر این است که گرگ تاسمانی در سال ۱۹۳۶ منقرض شده‌است. در نیمه اول سده بیستم، جمعیت گرگ‌های کیسه‌دار در معرض ترکیبی از شکار بیش از حد توسط انسان و همچنین رقابت احتمالی با سگ‌های واردشده به منطقه توسط انسان قرار گرفت و عرصه بر این جانداران تنگ شد. سایر گونه‌های ماقبل تاریخ از این جنس شناخته شده‌اند. یک گونه ناشناس از پلیستوسن گینه نو نیز شناخته شده‌است. گرگ‌های کیسه‌دار حدود چهار میلیون سال پیش ظهور کردند و قبل از ناپدید شدن‌شان در استرالیا ساکن بودند. به احتمال زیاد به دلیل رقابت با دینگوها نسل‌شان از استرالیا برچیده شد و آخرین زیستگاه شناخته شده آنها قبل از منقرض شدن در تاسمانی بود.

## گونه‌ها
- سردهٔ گرگ‌های کیسه‌دار
  - کیسه‌گرگ سگ‌سر، همچنین به عنوان گرگ تاسمانی شناخته می‌شود (پلیوسن اولیه تا حدود ۱۹۳۶)
  - کیسه‌گرگ مکنس (میوسن پایین)
  - کیسه‌گرگ نیرومند (میوسن فوقانی)
  - کیسه‌گرگ مگیریان (میوسن بالایی / پلیوسن پایینی)
  - کیسه‌گرگ کوچک یورک (میوسن بالایی / پلیوسن پایینی)

در زیر روابط تبارزایی گرگ‌های کیسه‌دار از قول یتس (۲۰۱۵) آمده‌است.
|  | کیسه‌گرگ مگیریان Thylacinus megiriani                                                                                                |
|  | |
|  | \| \| کیسه‌گرگ کوچک یورک Thylacinus yorkellus \| \| \| \| \| \| کیسه‌گر سگ‌سر معروف به گرگ تاسمانی Thylacinus cynocephalus \| \| \| \| |
|  | |
|  | کیسه‌گرگ کوچک یورک Thylacinus yorkellus                                                                                              |
|  | |
|  | کیسه‌گر سگ‌سر معروف به گرگ تاسمانی Thylacinus cynocephalus                                                                            |
|  | |

|  | کیسه‌گرگ کوچک یورک Thylacinus yorkellus                   |
|  |                                                          |
|  | کیسه‌گر سگ‌سر معروف به گرگ تاسمانی Thylacinus cynocephalus |
|  |                                                          |

|  | کیسه‌گرگ مگیریان Thylacinus megiriani                                                                                                |
|  | |
|  | \| \| کیسه‌گرگ کوچک یورک Thylacinus yorkellus \| \| \| \| \| \| کیسه‌گر سگ‌سر معروف به گرگ تاسمانی Thylacinus cynocephalus \| \| \| \| |
|  | |
|  | کیسه‌گرگ کوچک یورک Thylacinus yorkellus                                                                                              |
|  | |
|  | کیسه‌گر سگ‌سر معروف به گرگ تاسمانی Thylacinus cynocephalus                                                                            |
|  | |

|  | کیسه‌گرگ کوچک یورک Thylacinus yorkellus                   |
|  |                                                          |
|  | کیسه‌گر سگ‌سر معروف به گرگ تاسمانی Thylacinus cynocephalus |
|  |                                                          |

|  | کیسه‌گرگ مگیریان Thylacinus megiriani                                                                                                |
|  | |
|  | \| \| کیسه‌گرگ کوچک یورک Thylacinus yorkellus \| \| \| \| \| \| کیسه‌گر سگ‌سر معروف به گرگ تاسمانی Thylacinus cynocephalus \| \| \| \| |
|  | |
|  | کیسه‌گرگ کوچک یورک Thylacinus yorkellus                                                                                              |
|  | |
|  | کیسه‌گر سگ‌سر معروف به گرگ تاسمانی Thylacinus cynocephalus                                                                            |
|  | |

|  | کیسه‌گرگ کوچک یورک Thylacinus yorkellus                   |
|  |                                                          |
|  | کیسه‌گر سگ‌سر معروف به گرگ تاسمانی Thylacinus cynocephalus |
|  |                                                          |

|  | کیسه‌گرگ مگیریان Thylacinus megiriani                                                                                                |
|  | |
|  | \| \| کیسه‌گرگ کوچک یورک Thylacinus yorkellus \| \| \| \| \| \| کیسه‌گر سگ‌سر معروف به گرگ تاسمانی Thylacinus cynocephalus \| \| \| \| |
|  | |
|  | کیسه‌گرگ کوچک یورک Thylacinus yorkellus                                                                                              |
|  | |
|  | کیسه‌گر سگ‌سر معروف به گرگ تاسمانی Thylacinus cynocephalus                                                                            |
|  | |

|  | کیسه‌گرگ کوچک یورک Thylacinus yorkellus                   |
|  |                                                          |
|  | کیسه‌گر سگ‌سر معروف به گرگ تاسمانی Thylacinus cynocephalus |
|  |                                                          |